# 太田行紀
太田 行紀（おおた ゆきのり、1986年11月10日 - ）は、日本の陸上競技選手。岡山県邑久郡邑久町（現在・瀬戸内市）出身。専門は中距離・長距離種目。
中学2年生より、陸上を始めた。今城小学校－邑久中学校－倉敷高等学校－駒澤大学経済学部商学科－マツダ

## 戦績
大学1年 
- 第28回府中多摩川ハーフマラソン　18位
- 第52回あつぎ駅伝　1区4位

大学2年 
- 第85回関東インカレ（2部）・ハーフマラソン　10位
- 第31回高島平ロードレース　40位
- 第29回府中多摩川ハーフマラソン　4位
- 第83回箱根駅伝　8区19位
- 第29回犬山ハーフマラソン　14位
- 第26回立川マラソン・第10回日本学生ハーフマラソン　30位

大学3年 
- 第22回焼津みなとマラソン　個人6位
- 第86回関東インカレ（2部）・ハーフマラソン　6位
- 第26回一関国際ハーフマラソン　4位
- 第30回府中多摩川ハーフマラソン　7位
- 第84回箱根駅伝　10区3位

大学4年 
- 第18回霞ヶ浦マラソン（10マイルの部）　4位
- 第87回関東インカレ（1部）・ハーフマラソン　19位
- 第17回岩手山焼き走りマラソン　1位
- 第27回一関国際ハーフマラソン　1位
- 第40回全日本大学駅伝　7区区間賞 -襷を受け取った時点でトップ早稲田大と4秒差の2位だったが、区間賞の走りで第7中継点では逆に早大に4秒差をつけるトップ通過。史上4校目となる駒大の3連覇に貢献した[1]。
- 第31回府中多摩川ハーフマラソン　6位
- 第85回箱根駅伝　10区9位

## 自己ベスト
- 5000m 14分05秒42
- 10000m 29分07秒19
- ハーフマラソン 1時間03分31秒

## 関連人物
- 大八木弘明
- 池田宗司